# Kopa (številska enota)
Kopa (belorusko капа́, kapá, litovsko kapa, poljsko kopa, češko kopa, ukrajinsko копа́, кoпа́, latinsko sexagena) je bila srednjeveška srednjeevropska in vzhodnoevropska merska enota, zlasti v 15.-18. stoletju v poljsko-litovski Republiki obeh narodov. Označevala je 60 kosov ali 5 ducatov blaga, ki se je štelo. Uporabljala se je za štetje večjih količin denarja, predvsem praških grošev. Odkupnine in vojne odškodnine po bitki pri Grunwaldu, na primer,  so se štele v kopah praških grošev. Zakladnica Velike litovske kneževine se je štela v kopah litovskih grošev. Kopo so uporabljali tudi za štetje žitnih snopov, žebljev, jajc, zelja in drugega.
Kopa v prvotnem pomenu je bila število grošev, ki jih je bilo mogoče izkovati iz grivne (češko hřivna) srebra. V Veliki litovski kneževini je bilo to število 60. Na Poljskem se je med vladavino Kazimirja Velikega (1333–1370) masa grivne zmanjšala za približno 20 %. To je pomenilo, da je bila na Poljskem kopa enaka 48. V 15. stoletju je Poljska sprejela litovsko definicijo, da je kopa enaka 60.
Nemci so imeli podobno enoto, Schock, za štetje meissenskih grošev, ki sta jih kovala volilni knez Saške Friderik II. in deželni grof Turingije  Viljem III.
Rusko carstvo je enoto uradno odpravilo leta 1825, vendar je v vsakdanji rabi preživela do začetka 20. stoletja.
Izraz se pogosto nepravilno uporablja za litovske dolge kovance, saj so prejšnji raziskovalci verjeli, da je beseda kopa izpeljana iz litovskega izraza kapoti (sekati). Dejanska etimologija kope ni popolnoma jasna.